# Team Ehingen Urspring
Team Ehingen Urspring (eigentlich: Team Ehingen/Urspringschule e. V.) ist eine Spielgemeinschaft aus der Basketballabteilung der TSG Ehingen von 1848 e. V. und der Basketball-Akademie der Urspringschule aus Schelklingen.

## Geschichte
Unter Spielertrainer Rolf Koch, der zuvor in der Basketball-Bundesliga gespielt hatte und aus beruflichen Gründen in die Stadt Ehingen (Donau) gekommen war, stieg die TSG Ehingen 1848 zwischen 1998 und 2001 erst von der Bezirks- in die Landesliga und dann in die Oberliga auf. 2001 spielten mit Felix Czerny und Christian Grosse erstmals zwei Talente von der Urspringschule mittels Doppellizenzen für Ehingen. Am Internat der Urspringschule hatte Ralph Junge 1998 einen Basketballzweig eingerichtet und die Mannschaft der SG Urspringschule/Schelklingen ebenfalls in die Oberliga geführt.
Ehingen und Urspringschule/Schelklingen gehörten in der Saison 2001/02 zu den Oberliga-Spitzenmannschaften. Noch im Laufe der Spielzeit einigten sich Koch und Junge auf eine Zusammenarbeit. Um Ehingen zum Aufstieg in die Regionalliga zu verhelfen, wechselten mit Hendrik Feist und Vincent Polakovič weitere Nachwuchsspieler Ursprings noch Ende 2002 nach Ehingen. Das Ziel wurde erreicht: Ehingen stieg im Frühjahr 2002 als Meister in die Regionalliga auf, die Mannschaft der Urspringschule/Schelklingen wurde Zweiter. Ab 2002 übernahm Ralph Junge das Traineramt in Ehingen, nachdem er es in der Regionalliga-Aufstiegssaison schon in mehreren Spielen aushilfsweise innegehabt hatte. Koch blieb als erfahrener Spieler und als Co-Trainer in der Mannschaft.

### Aufstieg in die 2. Bundesliga
In der Saison 2002/03 gelang Ehingen in der Regionalliga der „direkte Durchmarsch“, sodass die Mannschaft in die 2. Basketball-Bundesliga aufstieg. In der Saison gehörten neben zahlreichen aus der Urspringschule hervorgegangenen Nachwuchskräften auch einige erfahrene Spieler sowie zeitweilig der US-Amerikaner Vince Ford zum Aufgebot.
Der damals getragene Spitzname Steeples sollte an die Kirchtürme der Stadt Ehingen erinnern. Als Schwerpunkt wurde die Ausbildung von jungen Spielern festgelegt.

### Sprung in die 2. Bundesliga ProA, Junge-Abschied
Mit Einführung der hierarchischen Staffeln in der 2. Bundesliga spielte man zunächst in der drittklassigen 2. Bundesliga ProB, bevor man als Meister der ProB-Saison 2010/11 in die höhere Klasse 2. Bundesliga ProA aufstieg.
Im Mai 2014 verließ Ralph Junge die Mannschaft und ging zum Nürnberger BC. Er hatte in den 14 vorangegangenen Jahren als Cheftrainer in Ehingen gearbeitet und die Zusammenarbeit mit der Urspringschule, an der er das Basketball-Internat aufbaute, begründet.

### Abstieg und ProA-Rückkehr 2016
Junges Nachfolger auf dem Trainerposten wurde Michael Spöcker, der in der Saison 2014/15 nicht den Abstieg aus der ProA verhindern konnte und anschließend das Amt an Domenik Reinboth übergab. Bis zum Abstieg aus der ProA 2015 firmierte die erste Herrenmannschaft unter dem Namenssponsor Erdgas Südwest und danach als Team Ehingen Urspring. Reinboth führte die Mannschaft in der Saison 2015/16 zum Gewinn des ProB-Meistertitels und somit zum direkten Wiederaufstieg in die ProA. Dort wurde in der Saison 2016/17 als 14. der Punktrunde der Klassenerhalt geschafft.
Zur Saison 2017/18 löste die Halle des Johann-Vanotti-Gymnasiums die Längenfeldhalle als Austragungsort der Heimspiele ab.

Altes Vereinswappen

 Das Spieljahr wurde als Tabellenvorletzter abgeschlossen, somit stand in sportlicher Hinsicht nach zweijähriger Zugehörigkeit in der zweithöchsten deutschen Liga der Abstieg in die 2. Bundesliga ProB fest. Da Köln jedoch seinen Rückzug in die ProB bekannt gab und damit nachträglich auf den letzten Tabellenrang gesetzt wurde, blieben die Ehinger in der 2. Bundesliga ProA.
In der Saison 2018/19 zog die Mannschaft als Tabellensiebter in die Meisterrunde der ProA ein. Dort schied man mit 0:3-Siegen gegen Heidelberg aus.

### Dreimal ProA-Schlusslicht, Abstieg 2022
Im Spieljahr 2019/20 stand die Mannschaft mit vier Siegen und 23 Niederlagen auf dem letzten Tabellenplatz der 2. Bundesliga ProA, als die Saison wegen der Ausbreitung des Coronavirus SARS-CoV-2 abgebrochen wurde. Aufgrund des vorzeitigen Saisonendes entschied die Ligaleitung aber, die Abstiegsregelung außer Kraft zu setzen. In der Saison 2020/21 bot sich ein ähnliches Bild: Ehingen/Urspring wurde Letzter (sechs Siege, 22 Niederlagen) der Hauptrunde, abermals gab es wegen der anhaltenden COVID-19-Pandemie keine Absteiger.
Im Mai 2021 wurde mit Felix Czerny, der als Spieler eines der großen Talente der Urspringschule war, neuer Cheftrainer und löste Dominik Reinboth ab. Czerny war während seiner vorherigen Trainerlaufbahn bereits Jugendtrainer in Ehingen/Urspring gewesen. Manager Nico Drmota ließ seine Tätigkeit als Manager ab Sommer 2021 aus persönlichen Gründen ruhen. Unter Czernys Leitung verlor die Mannschaft in der Saison 2021/22 17 Spiele in Folge und stand sieglos auf dem letzten Tabellenplatz der 2. Bundesliga ProA, als Czerny im Januar 2022 das Amt des Cheftrainers an seinen Assistenten Johannes Hübner abgab und die Managertätigkeit übernahm. Diese übte er fortan gemeinsam mit Merlin Opitz und Peter Breymaier aus, während Drmota aus seiner seit Sommer 2021 andauernden „Auszeit“ nicht zurückkehrte und sein Amt niederlegte. Am Ende der Saison 2021/22 stieg die Mannschaft als abgeschlagener Tabellenletzter (ein Sieg, 31 Niederlagen) aus der zweithöchsten deutschen Spielklasse ab. Ehingen/Urspring erzielte im Laufe des Spieljahres pro Begegnung im Schnitt 23 Punkte weniger als der Gegner.
Die Saison 2022/23 in der 2. Bundesliga ProB wurde weiterhin mit Hübner als Trainer in Angriff genommen, die Managertätigkeit wurde jetzt alleinverantwortlich in die Hände von Merlin Stamm (geborener Opitz) gelegt. Zwischenzeitlich legte Stamm eine einjährige Pause ein und weilte in Elternzeit, im Sommer 2024 nahm er die Managertätigkeit wieder auf. Die Leitung der Urspringer Nachwuchsarbeit übernahm Oliver Heptner. In der Saison 2023/24 war die Mannschaft in der 2. Bundesliga ProB in Abstiegsgefahr geraten und hatte am vorletzten Spieltag den Klassenerhalt geschafft.

### Absturz in die Regionalliga
Hübner trat Anfang November 2024 aus persönlichen Gründen vom Traineramt zurück, sein vorheriger Assistent Jakob Burger trat die vorübergehend Nachfolge an, ehe Anfang Dezember 2024 der Slowake Jan Hricko als neuer Trainer verpflichtet wurde. Auch in der Saison 2024/25 kam erhebliche Abstiegsgefahr auf. Ende März 2025 stand der sportliche Abstieg aus der dritthöchsten deutschen Spielklasse fest. Die Vereinsführung verzichtete darauf, einen Lizenzantrag für die Saison 2025/26 in der 2. Bundesliga ProB zu stellen.
Henning Ballhausen wurde im Juli 2025 als neuer Trainer vorgestellt, um die Herrenmannschaft in der 1. Regionalliga (und die U19-Mannschaft in der NBBL) zu betreuen. Manager Merlin Stamm gab sein Amt im Sommer 2025 ab.

### Trainerchronik
| Amtszeit        | Name               |
| --------------- | ------------------ |
| 2001–2014       | Ralph Junge        |
| 2014–2015       | Michael Spöcker    |
| 2015–2021       | Domenik Reinboth   |
| 2021–01/2022    | Felix Czerny       |
| 01/2022–11/2024 | Johannes Hübner    |
| 11/2024–12/2024 | Jakob Burger       |
| 12/2024–07/2025 | Jan Hricko         |
| seit 07/2025    | Henning Ballhausen |

## Jugend

### Konzept
Der Übergang zwischen den Jugend- und Herrenmannschaften ist fließend. Die Talente erhalten Spielpraxis in mehreren Mannschaften: Im Jugendbereich in der JBBL und/oder NBBL, im Herrenbereich beim Team Urspring (Oberliga; zuvor TuS Urspringschule, zeitweise in der Regionalliga) und/oder in der ersten Herrenmannschaft im Profibereich. Die älteren Spieler und Leistungsträger der Nachwuchsmannschaft machen einen großen Anteil des Männerkaders aus. Dieser wird um erfahrene und ausländische Spieler ergänzt, um auf dem Niveau konkurrenzfähig zu sein. Zahlreiche Absolventen des Nachwuchsförderkonzeptes erhielten im Laufe der Jahre Sportstipendien für Universitäten in den Vereinigten Staaten, darunter Lucca Staiger, Jermain Raffington, Fabian Böke, Christian Standhardinger sowie viele andere. Teils gab es aber Probleme: Staiger wurde für seine erste Saison in den USA keine Spielberechtigung seitens der NCAA erteilt, da er in Ehingen Mannschaftskollegen gehabt hatte, die finanzielle Zuwendungen für ihre Tätigkeit als Basketballspieler erhielten, die nicht mit den Regeln der NCAA vereinbar waren.
Bis 2014 war Ralph Junge Cheftrainer und Sportlicher Leiter des Gesamtkonstrukts Ehingen/Urspringschule, sein Nachfolger als Leiter der Basketball-Akademie wurde Nico Drmota. Im Sommer 2022 wurde Merlin Stamm Gesamtleiter des Profi- und Nachwuchsbereiches, nachdem er das Amt bereits seit Drmotas Abschied im Gespann mit Felix Czerny und Peter Breymaier ausgeübt hatte.
Der Nachwuchs spielt seit Einführung der Nachwuchs-Basketball-Bundesliga (NBBL) im Jahr 2006 unter wechselnden Namen (Cybex Urspring, Team Alba Urspring, Team Urspring) in der U19-Bundesliga, der höchsten deutschen Spielklasse im Jugendleistungssport. Viele Spieler sind Schüler der Urspringschule. Dies ist ein privates Internat mit Gymnasium in Schelklingen im Alb-Donau-Kreis. Der Basketballzweig wurde 1998 als baden-württembergisches Leistungszentrum und 2003 vom Deutschen Basketball Bund zum Stützpunkt ernannt. Als das selbstgesteckte Ziel wurde die gezielte Ausbildung von Nachwuchsspielern genannt, die neben ihrer sportlichen Förderung auch eine Grundlage für eine berufliche Zukunft erhalten sollten. „Sie sollen ein akademisches Grundgerüst haben, auf dem sie beruflich aufbauen können, egal wie die Basketballkarriere verläuft“, schrieb spox.com 2014 im Artikel „Talentschmiede hinter Klostermauern“ über die Basketball-Talente an der Urspringschule. In sportlicher Hinsicht wurde ausgegeben, dass der Vergleich auf Bundesebene nicht ausreichend sei. Im Konzept der Akademie hieß es: „Nicht Deutschland allein ist der Maßstab, sondern der internationale Spitzensportnachwuchs. Dazu muss den Spielern und der Mannschaft die Möglichkeit gegeben werden, an den besten Turnieren weltweit teilzunehmen.“ Mannschaften der Urspringschule nahmen unter anderem mehrfach an Turnieren in den USA sowie China teil und führten Wettkampfreisen mit Spielen gegen örtliche Mannschaften durch.
Die Nachwuchsmannschaften hatten teils eigene Namenssponsoren. Nachdem zuvor bereits das Berliner Entsorgungsunternehmen Alba-Gruppe Sponsor war, war dies später der Bayreuther Kleinkindausstatter „Cybex“.

### Sportliche Entwicklung NBBL
2006 wurde die Nachwuchs-Basketball-Bundesliga (NBBL) für U19-Mannschaften eingeführt. Die U19-Mannschaft der Urspringschule wurde im Gründungsjahr 2006/2007 Gruppenerster der Südstaffel der NBBL. Im Achtelfinale der Play-offs wurden die Franken Hexer besiegt und im Viertelfinale der TV Langen. Beim Finalturnier in Paderborn wurde nach Siegen gegen Team Bonn/Rhöndorf und im Endspiel gegen die Phoenix Hagen Juniors die Meisterschaft geholt. In der Saison 2007/2008 wurde der erste Platz in der Staffel verteidigt und nach Play-off-Siegen gegen das BBLZ Mittelhessen und den MTV Kronberg die Qualifikation für das Finalturnier in Langen erreicht. Im Endspiel um die deutsche Meisterschaft wurde der Nachwuchs von Alba Berlin bezwungen. Ursprings Christian Standhardinger wurde zudem als bester Spieler der NBBL-Saison 2007/08 ausgezeichnet.
2009 schied die Mannschaft der Urspringschule im Play-off-Halbfinale gegen Paderborn aus, 2010 wurde man durch einen Endspielsieg über Alba Berlin zum dritten Mal NBBL-Meister. 2011 folgte der vierte Titel: Im Endspiel bezwangen die Urspringer den TSV Breitengüßbach. 2012 musste man sich im Halbfinale geschlagen geben, ein Jahr später wurden den Internatsschülern wieder die Goldmedaillen umgehängt: Sie gewannen im Finale um die deutsche U19-Meisterschaft gegen Breitengüßbach. 2014 stand man erneut im NBBL-Endspiel, verlor jedoch gegen Alba Berlin.
2023 erreichte man nach neunjähriger Unterbrechung wieder das Halbfinale um die deutsche U19-Meisterschaft.

### Sportliche Entwicklung JBBL
Mit der Einführung der Jugend-Basketball-Bundesliga (JBBL) im Altersbereich U16 ging eine Mannschaft Ursprings auch in dieser Jugendleistungsspielklasse an den Start. In der ersten Saison 2009/10 kam man gleich unter die besten vier Mannschaften Deutschlands, verlor im Halbfinale gegen IBBA Berlin. Ursprings Malik Müller erhielt in der Premierensaison die Auszeichnung als JBBL-Spieler des Jahres. Im Folgejahr gewann man den deutschen Meistertitel dank eines Endspielsieges über Ludwigsburg.

### Weitere Ereignisse im Jugendbereich
Die männliche U16-Mannschaft der Urspringschule wurde 2004 Deutscher Meister, die U18-Mannschaft holte 2005 den Deutschen Meistertitel, 2007 und 2009 gewann man in der Altersklasse U18 (männlich) den Deutschen Jugend-Pokal.
2001, 2004, 2007, 2009 und 2011 gewann die Urspringschule den Bundeswettbewerb „Jugend trainiert für Olympia“ in der männlichen Wettkampfklasse II (14- bis 17-Jährige).
2012 holte die Auswahl der Urspringschule den Sieg beim „Arby’s Classic“, einem Turnier in Bristol im US-Bundesstaat Tennessee. Damit gewannen die Internatsschüler als erste ausländische Mannschaft die seit 1982 ausgetragene Veranstaltung, zudem wurde Malik Müller als bester Spieler des Turniers ausgezeichnet. 2010 hatte man das Turnier bereits als Zweiter abgeschlossen.
Im Juni 2025 wurde erstmals ein ehemaliger Schüler der Urspringschule, der Schweizer Yanic Niederhäuser, beim NBA-Draftverfahren ausgewählt.

### Erfolge im Jugendbereich
- 2004 Deutscher U16-Meister
- 2005 Deutscher U18-Meister
- 2007 Meister der NBBL
- 2008 Meister der NBBL
- 2007, 2009 Gewinn des Deutschen U18-Jugendpokals
- 2010 Meister der NBBL
- 2011 Meister der NBBL und JBBL
- 2012 Gewinn „Arby’s Classic“
- 2013 Meister der NBBL

### Absolventen
- Hendrik Feist (1998–2002)
- Felix Czerny (bis 2004)
- Jermain Raffington (2001–2005)
- Vincent Polakovič (2000–2004)
- Nicolai Simon (2002–2006)
- Marco Buljević (2003–2006)
- Lucca Staiger (1998–2007)
- Christian Standhardinger (2006–2009)
- Maurice Stuckey (2007–2009)
- Thierno Agne (2006–2009)
- Gavin Schilling (2010–2011)
- Mario Blessing (2007–2011)
- Akeem Vargas (2006–2012)
- Fabian Böke (2004–2007)
- Kevin Bright (2006–2012)
- Malik Müller (2007–2013)
- Justin Raffington (2006–2010)
- Kenneth Ogbe (2010–2013)
- Kalidou Diouf (2009–2013)
- Sid-Marlon Theis (2009–2014)
- Malo Valérien (bis 2012)
- Mahir Agva (2013–2015)
- Moritz Hübner (bis 2013)
- Christian Sengfelder (2013–2014)
- Thomas Grün (2011–2014)
- Maximilian Eisele (bis 2016)
- Finn Eckhardt (2014–2017)
- Jason George (bis 2017)
- Kevin Strangmeyer (2017–2022)
- Maximilian Langenfeld (2018–2022)
- Yanic Niederhäuser (2018–2022)
- Jared Grey (2019–2024)

### Bekannte ehemalige Spieler
- Uwe Ströbele (bis 2003)
- Sascha Hupmann (2003–2005)
- Jeff Gibbs (2004/05)
- Konrad Wysocki (2005)
- Adam Waleskowski (2005–2007)
- Ben Jacobson (2007)
- Ruben Spoden (2009/10)
- Joey Ney (2013–2015)
- Davonte Lacy (2017/18)
- Kevin Yebo (2017–2019)
- Tanner Leissner (2018/19)
- Tim Hasbargen (2018–2020)
- Gianni Otto (2018–2020)
- Takiula Fahrensohn (2021/22)

## Aufgebot Herrenmannschaft
| Nummer  | Nachname    | Vorname    | Geburtsdatum |
| ------- | ----------- | ---------- | ------------ |
| Trainer | Reinboth    | Domenik    | 10.01.1983   |
| 3       | Martinez    | Tim        | 28.06.2002   |
| 5       | Oshita      | Chris      | 18.04.1997   |
| 6       | Hankerson   | Kameron    | 02.08.1998   |
| 8       | Diederich   | Jonathan   | 25.04.2003   |
| 9       | Langenfeld  | Maximilian | 19.10.2003   |
| 10      | Pagenkopf   | Jack       | 22.07.1997   |
| 11      | Gille       | Ferenc     | 10.08.1998   |
| 13      | Helterhoff  | Daniel     | 14.02.2003   |
| 14      | Groh        | Mathias    | 18.08.2002   |
| 16      | Grey        | Jared      | 17.03.2005   |
| 21      | Aunitz      | Franklyn   | 15.08.2000   |
| 22      | Strangmeyer | Kevin      | 16.10.2000   |
| 25      | Vidovic     | Mateo      | 30.06.2004   |
| 33      | Abrom       | De`quan    | 06.05.1996   |
| 34      | Jonah       | Akim-Jamal | 16.11.1998   |

Saison 2009/10:
| Name         | Position    | Nationalität |
| ------------ | ----------- | ------------ |
| Ralph Junge  | Cheftrainer | Deutschland  |
| Felix Czerny | Co-Trainer  | Deutschland  |

| Name               | Jahrgang | Größe  | Nationalität       |
| Felix Engel        | 1991     | 191 cm | Deutschland        |
| Nolan Richardson   | 1986     | 188 cm | Vereinigte Staaten |
| Ruben Spoden       | 1989     | 202 cm | Deutschland        |
| Kevin Bright       | 1992     | 198 cm | Deutschland        |
| Gianluca Raebel    | 1991     | 195 cm | Deutschland        |
| Michael Baumer     | 1990     | 180 cm | Deutschland        |
| Cornelius Adler    | 1989     | 196 cm | Deutschland        |
| Justin Raffington  | 1991     | 205 cm | Deutschland        |
| Tobias Korndoerfer | 1990     | 202 cm | Deutschland        |
| Marian Schick      | 1986     | 204 cm | Deutschland        |
| Kristian Kuhn      | 1987     | 206 cm | Deutschland        |
| Julius Wolf        | 1993     | 201    | Deutschland        |
| Mario Blessing     | 1992     | 186    | Deutschland        |

Zugänge: Marian Schick (MTV Kronberg), Kristian Kuhn (SC Bergstrasse / TV Langen), Ruben Spoden (TV Langen), Leon Jacob (MTSV Schwabing), Michael Baumer (Karlsruhe), Tobias Korndoerfer (München), Mario Blessing (Team Alba Urspring), Julius Wolf (Team Alba Urspring), Josh Wilson (unbekannt)
Abgänge: Maurice Stuckey (TSV Breitengüßbach/Brose Baskets), Nicolai Simon (Paderborn Baskets), Christian Standhardinger (University of Nebraska), Cleve Woodfork (Oviedo Club Baloncesto)

## Aufgebot NBBL-Mannschaft
| Nummer | Nachname   | Vorname                  | Größe  | Alter | Position |
| ------ | ---------- | ------------------------ | ------ | ----- | -------- |
| 31     | Veinbergs  | Rets                     | 202 cm | 16    | C        |
| 12     | Tröppner   | Lennart                  | 188 cm | 18    | SF       |
| 34     | Stoll      | Felix                    | 200 cm | 17    | SF       |
| 21     | Schoentgen | Guillaume Charles Pietro | 205 cm | 18    | PF       |
| 1      | Pivnicki   | Mateja                   | 195 cm | 17    | SF       |
| 8      | Pildner    | Jenö                     | 197 cm | 19    | SF       |
| 23     | Nosek      | Vaclav                   | 198 cm | 16    | SF       |
| 2      | Macaulay   | Callum                   | 185 cm | 18    | SG       |
| 13     | Lozanov    | Kaloyan Iskrenov         | 190 cm | 18    | PG       |
| 5      | Kendes     | Julijo                   | 195 cm | 18    | SF       |
| 14     | Geißler    | Leon Amadou              | 204 cm | 18    | C        |
| 22     | Galler     | Till                     | 186 cm | 18    | PG       |
| 24     | Estelle    | Pablo                    | 200 cm | 17    | SF       |
| 6      | Davis      | Travis                   | 173 cm | 18    | PG       |
| 00     | Brommer    | Flynn                    | 184 cm | 17    | PG       |
| 26     | Baur       | Jakob                    | 182 cm | 19    | PG       |

Quelle: 